# Werner Kogler
Werner Kogler (n. 20 noiembrie 1961, Hartberg, Stiria, Austria) este un politician austriac.
Deține funcția de vicecancelar al Austriei⁠(d). 
După blocarea aderării României la Schengen de către Austria și Țările de Jos (în 2022) acestea a declarat că dacă s-ar folosi aceeași logică care a dus la decizia de veto în cazul aderării României la Schengen, atunci Ungaria ar trebui să fie exclusă. Nu poți să înregistrezi 100.000 de imigranți în Austria și să afli apoi că 75.000 - 80.000 nu erau înregistrați înainte. Adevărata problemă ține de Ungaria.